# Kim Skoglund
Kim Erik Alexander Skoglund, född 28 augusti 1987 i Uppsala, är en svensk tidigare fotbollsspelare som representerat bland andra IK Sirius och GIF Sundsvall.

## Karriär
I oktober 2015 gjorde han sin 200:e match för IK Sirius. Han debuterade för klubben redan som 16-åring. Åren 2009 och 2010 spelade Skoglund för uppsalaklubben GUSK, men därefter återvände han till Sirius.  
Skoglund spelade sammanlagt 259 a-lagsmatcher för IK Sirius och representerade klubben i fyra olika divisioner: Division 2, Division 1, Superettan och Allsvenskan. Han valdes av supporterföreningen Västra Sidan till Sirius bästa spelare säsongen 2015.
I januari 2018 värvades Skoglund av GIF Sundsvall, där han skrev på ett treårskontrakt. I mars 2019 gick Skoglund till IK Frej.
Efter ett år i IK Frej blev Skoglund 2020 klar för uppsalaklubben Procyon BK. Han spelade 11 matcher och gjorde ett mål för Procyon BK i Division 4 2020 och hjälpte klubben att bli uppflyttad till Division 3.